# Fornyrðislag
Fornyrðislag (del nórdico antiguo: métrica épica y métrica de las viejas palabras) fue una forma métrica de composición en la poesía escáldica que se caracteriza principalmente por el uso en estrofas de cuatro líneas, subdivididas cada una en dos mitades. Cada línea tiene dos cadencias y una aliteración silábica. Es una de las tres métricas comunes en la Edda poética.